# Ilse Jonas
Ilse Jonas (29 de maio de 1884 – 30 de abril de 1922) foi uma pintora alemã.
Ela viveu e trabalhou em Weimar e Berlim, e provavelmente em 1916 passou algum tempo a estudar em Schwaan, quando desenhou um celeiro em Wiendorf. Naquele ano, ela também fez a pintura Warnowbrücke (Ponte de Warnow). Outras mulheres que também foram estudar em Schwaan foram Elisabeth von Aster, Barkenhöft, Lilly Schmidt, Hedwig von Germar e Helene Dolberg.

## Obra
A obra de Jonas concentra-se em retratos e paisagens. A sua obra conhecida compreende cerca de 50 pinturas, pequenas esculturas e 6 cadernos, a maioria das quais propriedade da família.